# Kreis Riva San Vitale
Der Kreis Riva San Vitale bildet zusammen mit den Kreisen Balerna, Caneggio, Mendrisio und Stabio den Bezirk Mendrisio des Kantons Tessin in der Schweiz. Der Sitz des Kreisamtes ist in Riva San Vitale.

## Gemeinden
Der Kreis setzt sich aus folgenden Gemeinden zusammen:

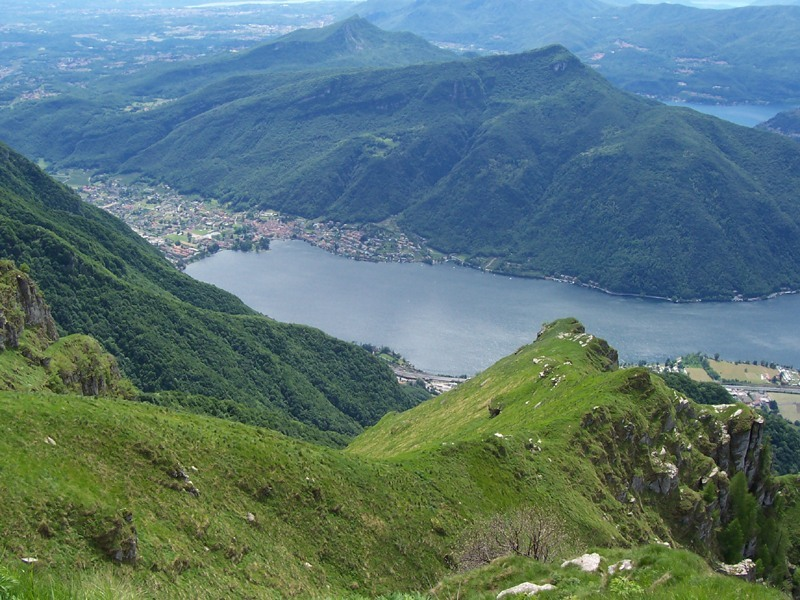
Riva San Vitale vom Monte Generoso aus gesehen

| Wappen          | Name der Gemeinde | Einwohner (31. Dez. 2022) | Fläche in km² | BFS-Nr |
| --------------- | ----------------- | ------------------------- | ------------- | ------ |
| Riva San Vitale | Riva San Vitale   | 2656                      | 6,05          | 5263   |

Balerna |
Caneggio |
Mendrisio |
Riva San Vitale |
Stabio
Kanton Tessin |
Bezirke der Schweiz |
Gemeinden des Kantons Tessin